# Christian Ransleben
Christian Ransleben (* 18. März 1650 in Spandau; † 14. Juli 1714 in Berlin) war ein deutscher lutherischer Pfarrer und Dichter, welcher als solcher unter anderem als Verfasser zahlreicher Epicedien hervortrat.

## Leben
Christian Ransleben war der Sohn des Spandauer Handwerkers Jakob Ransleben und dessen Ehefrau Susanna Nisicke. Bis zu seinem elften Lebensjahr besuchte er die Spandauer Stadtschule, wurde hierauf von verschiedenen Privatlehrern in Brandenburg an der Havel und Rathenow unterrichtet, um kurz darauf am Cöllnischen Gymnasium zu lernen. Bereits 1666 an der Universität Frankfurt (Oder) deponiert, studierte er dort nach kurzer Zeit an der Universität Jena von 1673 bis 1674. Hernach war Ransleben mehrere Jahre als Hauslehrer tätig, bis er 1677 als Baccalaureus ans Cöllnische Gymnasium berufen wurde. Nachdem er hier drei Jahre tätig gewesen war, ersuchte ihn der Magistrat auf dem Friedrichswerder um eine Probepredigt. Bis zu diesem Zeitpunkt nämlich hatte das Cöllnische geistliche Ministerium die Amtspflichten des westlich von Cölln liegenden Friedrichswerders zu erledigen, am 7. November 1680 jedoch wurde Ransleben als erster lutherischer Prediger gemeinsam mit dem ersten reformierten Pastor, Adolph Christoph Stosch (1653–1691) hierhin bestellt. In Ermangelung eines Gotteshauses mussten beide Pastoren zunächst abwechselnd im Friedrichswerderschen Rathaus predigen, bis 1701 der Umbau des von Kurfürst Friedrich-Wilhelm bereitgestellten Marstalls als Kirche diente. Wohl weil jedoch für Ranslebens Probepredigt die Jerusalemkirche in der Friedrichstadt bestimmt worden war, deren Patronat jedoch vorerst zwischen den Magistraten Cölln und Friedrichwerder strittig blieb, war Ranslebens Stand in der Gemeinde vorerst schwer.
Kurz nach seiner Amtseinführung ehelichte er Ursula geborene Lube, eine Tochter des Stadtrichters Jakob Lube und Schwester des Kammerrates Christian Friedrich Luben von Wulffen. Drei Jahre darauf wurde sein Wirkungskreis bis auf die Dorotheenstadt ausgedehnt, wo jedoch bis 1687 ebenfalls keine Kirche vorhanden war, sodass stattdessen im Sommer unter freiem Himmel, im Winter in einem Bürgerhause gepredigt werden musste, wobei nach Fertigstellung der Dorotheenstädtische Kirche diese als Simultankirche nicht allein von der reformierten und der lutherischen Gemeinde, sondern sogar noch von der französischen genutzt wurde. Zahlreiche hiermit verbundene Streitigkeiten zwischen den Predigern überliefert, einerseits theologischer, andererseits auch finanzieller Art. So wandte sich etwa Ransleben an Philipp Jakob Spener, als der Garnison-Prediger mehr als fünf Paten zugelassen und damit seine Einkünfte beträchtlich gesteigert hatte, was diesen dazu veranlasste, die Zahl der Paten zu begrenzen. Ransleben wirkte in seinen beiden Ämtern bis zu seinem Tode im Jahre 1714.

## Werke (Auswahl)
Ranslebens Werke sind im Wesentlichen zahlreiche Epicedien sowie einige Epithalamien. Aufgrund ihrer teilweise ausschweifenden Hintergründe eignen sich einige auch als personengeschichtliche Quellen des Nordischen Krieges
- Es stirbt die gantze Welt. Cölln 1675
- Die fürs Vaterland gestorben/ haben ewges Lob erworben!: des Codrus Ruhm bleibt nicht verschwiegen. Cölln 1677
- Nur Unbestand besteht auf diesem Runde und Grab-Schrifft: Bleib hier im Schatten stehn! liß! was da angeetzet! Cölln 1678
- I. Madrigal. Ein Hiskias girrt vor Noht. II. Madrigal. Zeigt Zucht des höchsten Liebe an. III. Madrigal. Herr Bernhards seine Augen-Lust. Cölln 1678
- Jäger: Jäger, die in den Wäldern jagen! Cölln 1678
- So mancher Kopf, so mancher Sinn. Berlin 1679
- Das Marwizische Wappen gepriesen, und wie demselben Frau Anna Catharina von Wedel, gebohrne von Marwiz, vor und nach dem Tode gegleichet, anno 1679 bei der Beerdigung gepriesen. Cölln 1680
- Jammer-, Ehren-, Tod- und Himmels-Berg der Sterblichen bey dem Leichenbegängniß Herrn Andreas Albrecht von Freyberg/ Churfürstl. pommerischen Regierungs-Rath, anno 1680 den 26. April aufgerichtet. Cölln 1680
- Jammer-Klagten/ Uber den unvermuhteten und frühzeitigen Todt Des Durchlauchtigsten Fürsten und Herrn/ Herrn Ludewig/ Marggraffen zu Brandenburg/ in Preussen/ zu Magdeburg/ Jülich/ Cleve/ Berge /Stettin[…]. Cölln 1687[3]